# Julio Recoba
Julio César Recoba Serena (Montevideo, Uruguay, 3 de abril de 1997) es un futbolista uruguayo que juega de mediocampista y su equipo actual es el Fénix de la Primera División de Uruguay. Es hijo del futbolista Álvaro Recoba, aunque hasta 2020 no mantenía ningún tipo de relación con su padre.

## Trayectoria
Se inició como jugador en las inferiores del Basáñez. 
En el 2019 pasa al Fénix, club con el cual logró clasificar a la Copa Sudamericana 2020.

## Clubes
| Club    | País    | Año         |
| ------- | ------- | ----------- |
| Basáñez | Uruguay | 2019        |
| Fénix   | Uruguay | 2019 - 2021 |

## Participaciones internacionales
| Torneo                 | Club  | País    | Resultado                     |
| ---------------------- | ----- | ------- | ----------------------------- |
| Copa Sudamericana 2020 | Fénix | Uruguay | Eliminado en octavos de final |